# (4019) Klavetter
(4019) Klavetter es un asteroide perteneciente al cinturón de asteroides, descubierto el 1 de marzo de 1981 por Schelte John Bus desde el Observatorio de Siding Spring, Nueva Gales del Sur, Australia.

## Designación y nombre
Designado provisionalmente como 1981 EK14. Fue nombrado Klavetter en honor al astrónomo estadounidense James Jay Klavetter.